# Liste de logiciels de sécurité informatique
Une proposition de fusion est en cours entre Liste de logiciels antivirus et Liste de logiciels de sécurité informatique.
 (juin 2025).

## Lutte contre les rootkits

### Programmes de détection, d'analyse et de prévention de rootkits spécifiques à Windows
- RkU (rootkit unhooker)
- IceSword
- RootkitRevealer de Sysinternals (en), Microsoft[1]

- Blacklight de F-Secure
- Rootkit Hook Analyzer[réf. souhaitée]
- RootAnalyser (Safer Networking)
- HijackThis
- GMER (en)
- DarkSpy
- Trend Micro Rootkit Buster[2]

### Programmes de détection et de prévention de rootkits  spécifiques à Linux
- chkrootkit de Nelson Murilo et Klaus Steding-Jessen (UNIX/Linux)
- rkhunter de Michael Boelen (UNIX/Linux)
- Zeppoo de ZeppooTeam (UNIX/Linux), renommé kernsh le 15 mai 2007, ce  projet est maintenant intégré dans le framework ERESI (18 septembre 2007).
- unhide

## Outils anti-malware
- Ad-Aware
- AdwCleaner
- Malwarebytes Anti-Exploit
- Malwarebytes Anti-Malware
- Spybot S&D (Safer Networking)
- SpywareBlaster
- SpywareGuard
- Windows Defender

## Recherche de vulnérabilités
- Nikto Web Scanner (en)
- Nessus
- Nmap
- LanGuard de GFI Software (es)[3]
- Elastic Detector

## Pare-feux

### dont: filtres applicatifs
- Modsecurity
- Baleen

## Outils de type suite de sécurité
Il s'agit d'outils ayant plusieurs fonctionnalités de protection, contre les virus mais aussi souvent contre les rootkits, contre les comportements anormaux (par analyse des événements sur le système), etc.
- ThreatFire
- Prevx
- CrowdSec

## Anti-virus
Des outils, dits « logiciel antivirus » complètent les mécanismes de protection avec la détection de rootkits, le filtrage de courrier, la protection des informations personnelles, les logiciels espions (ou spywares), etc.